# Ram (album)
Ram è un  album in studio di Paul e Linda McCartney, il terzo di Paul, il primo di Linda e l'unico della coppia, pubblicato nel 1971, che anticipa la nascita dei Wings.

## Storia
Dopo l'uscita del precedente album, McCartney, Paul e Linda si presero una lunga vacanza trascorsa in gran parte nella loro fattoria in Scozia. Fu durante questo periodo che Paul, dietro l'impulso di Linda, compose le canzoni che sarebbero apparse sul nuovo album. Decidendo di cambiare i metodi di registrazione, la coppia partì per New York il 4 ottobre del 1970. Denny Seiwell fu reclutato per suonare la batteria e David Spinozza e Hugh McCracken come chitarristi. Nonostante il disco dovesse essere un progetto a due, Linda si limitò a prestare la propria voce per i cori delle canzoni e a far da controcanto a Paul, che canta tutti i brani. Le sedute per le tracce base presso i Columbia Studios si svolsero tra il 16 ottobre e il 20 novembre 1970, con registrazioni successive tra il gennaio e l'aprile 1971, agli A&R Studios sempre a New York e ai Sound Recorders Studios di Los Angeles. Dalle sessioni di registrazione per l'album, uscirono anche future canzoni come Dear Friend, pubblicata poi sull'album di debutto dei Wings Wild Life, come I Lie Around (lato B di Live and Let Die nel 1973) come anche Get On the Right Thing e Little Lamb Dragonfly, entrambe finite sull'album Red Rose Speedway del 1973.
Agli inizi del 1971, il disco fu terminato e furono fatte uscire come singolo due canzoni non presenti nell'album appena registrato, Another Day e Oh Woman, Oh Why, pubblicate come singolo, il primo di McCartney dopo lo scioglimento dei Beatles, che uscì in febbraio e divenne un successo da Top 5 in tutto il mondo. In maggio, infine fu pubblicato Ram.
L'album fu registrato mentre Paul McCartney era anche impegnato per l'azione legale per sciogliere legalmente il gruppo dopo lo scioglimento dei Beatles l'anno prima.
Nel 2009, sono stati prodotti due album tributo a Ram, contenenti rifacimenti di tutte le canzoni presenti sull'album: Ram On L.A., album tributo realizzato da vari musicisti di Los Angeles; e Tom, quest'ultimo messo insieme dalla stazione radio WFMU del New Jersey, e che include anche la partecipazione di Aimee Mann e dei Death Cab for Cutie, tra gli altri.

## Ristampe
Nel 1977 McCartney supervisionò l'uscita di una versione strumentale dell'album registrata nel giugno del 1971 e prodotta da Richard Hewson dal titolo Thrillington, pubblicata sotto lo pseudonimo di Percy "Thrills" Thrillington.
Ram fu ristampato per la prima volta in formato CD nel 1987. Nel 1993, l'album è stato rimasterizzato e riedito in compact disc come parte della serie "The Paul McCartney Collection" con l'aggiunta delle tracce bonus Another Day e Oh Woman, Oh Why. Lo stesso anno ne fu pubblicata anche un'edizione per audiofili curata dall'ingegnere del suono Steve Hoffman. Il missaggio mono del disco non era mai stato reso disponibile prima su compact disc, eccetto che in versione bootleg, sino all'uscita nel 2012 della versione deluxe di Ram nella collana di ristampe "The Paul McCartney Archive Collection".

## Copertina
La copertina del disco è costituita da una fotografia (scattata da Linda McCartney) in bianco e nero che ritrae Paul su sfondo colorato mentre tiene per le corna un montone ("ram" in inglese) nella sua fattoria in Scozia.
Sul lato destro della copertina dell'album compare la scritta "L.I.L.Y." che potrebbe stare per "Linda I Love You". Secondo i sostenitori del fantasioso complotto PID, invece, mettendo uno specchio sulla metà della scritta come nelle parole "LONELY HEARTS" sulla copertina dell'album Sgt. Pepper's Lonely Hearts Club Band, ecco cosa uscirebbe: "I I I X" e cioè "Tre vivi uno morto, oppure, 11 settembre o 9 novembre (una di queste dovrebbe essere la data della presunta morte di Paul McCartney). Sul retro del disco compaiono una foto di Paul, Linda e della piccola Heather, figlia di Linda, e due insetti (simili a scarafaggi) ripresi nell'atto dell'accoppiamento (che John Lennon intese come ironico riferimento alla situazione dei Beatles).

## Controversie
John Lennon credette che alcune canzoni di Ram includessero delle frecciate polemiche rivolte a lui e sua moglie Yoko Ono dal suo ex socio, in particolare Too Many People, 3 Legs e Dear Boy, inoltre Lennon percepì negativamente la foto di due scarafaggi (beetles) che si accoppiavano sul retro di copertina.
L'album inizia con la frase "piece of cake" (simile nel suono a "piss off, yeah" - Levati dalle palle, dai) in seguito rivelata essere un velato scherzo a Lennon. Successivamente McCartney disse che solo due strofe in Too Many People erano realmente indirizzate a Lennon: «nella canzone, scrissi: "Too many people preaching practices" (Troppe persone predicano cosa fare), penso fosse così la frase. Voglio dire, era una piccola frecciata a John e Yoko. Non c'era nient'altro su Ram che li riguardasse. Oh, c'era anche "You took your lucky break and broke it in two" (Questo è stato il tuo errore più grande, hai rotto il tuo colpo di fortuna)». che originariamente era "Yoko ha preso la tua occasione fortunata e l'ha spezzata in due", (McCartney decise di modificarla prima di registrarla), un possibile cenno allo scioglimento dei Beatles. Poi vi era anche il mezzo riferimento nell'altro brano dello stesso album: 3 Legs, a un amico che lo avrebbe abbandonato: "I thought you was my friend / When I thought I could call you my friend..." "Pensavo che fossi un mio amico / Quando pensavo di poterti chiamare amico, mi hai abbandonato lasciandomi allo sbaraglio".
La risposta di Lennon fu la canzone How Do You Sleep? sul suo album Imagine e inoltre le prime edizioni del suo album includevano anche una cartolina di Lennon che afferrava per le orecchie un maiale in una parodia della copertina di Ram dove McCartney teneva per le corna un montone. Più recentemente, alcuni hanno visto nel brano Monkberry Moon Delight "il Primal Scream di McCartney", in considerazione della tecnica vocale molto aggressiva utilizzata nella canzone, simile a quella impiegata da Lennon nel suo album John Lennon/Plastic Ono Band.

## Accoglienza
| Recensione               | Giudizio |
| ------------------------ | -------- |
| AllMusic                 | [ 19 ]   |
| American Songwriter      | [ 20 ]   |
| Blender                  | [ 21 ]   |
| Christgau's Record Guide | C+       |
| Mojo                     | [ 23 ]   |
| MusicHound Rock          | [ 24 ]   |
| Pitchfork                | 9.2/10   |
| Q                        | [ 26 ]   |
| Rolling Stone            | [ 27 ]   |
| Uncut                    | 8/10     |
| Ondarock                 | 8/10     |

Generalmente negative furono le recensioni del disco, ritenuto dai più troppo "sovraprodotto", pieno di canzoni commerciali e dai testi banali e non all'altezza del materiale dei tempi dei Beatles. A tal proposito anche gli ex compagni di McCartney criticarono il disco. Ringo Starr dichiarò:
John Lennon, polemiche a parte, durante una intervista dice che gli piacciono solo le parti iniziali di Uncle Albert/Admiral Halsey e di Ram On, il coro di Uncle Albert/Admiral Halsey e alcuni passaggi di 3 Legs, definendo infine il disco come nient'altro che "pop and roll suburbano".
Anche i pareri di alcune riviste musicali furono complessivamente negativi:
- Melody Maker: «Non che sia un brutto album, anzi, sarebbe un buon album per chiunque. Il problema è che qui si parla di un uomo che si chiama Paul McCartney»[30].
- Rolling Stone: «Il punto più basso della decomposizione del rock degli anni sessanta. Incredibilmente incoerente e completamente inadeguato» (Jon Landau)[30].
- New Musical Express: «Il nuovo disco di Paul McCartney è una escursione nella noia più totale. Le melodie sono deboli, le idee sono trite e ritrite e gli arrangiamenti confusi»[30].

- Nel corso degli anni, comunque, la reputazione del disco è cresciuta, è stato rivalutato da critici e pubblico che adesso lo considerano uno degli album nel più puro stile dell'autore mai pubblicati[30].

- In agosto The Back Seat of My Car fu pubblicato come singolo per il mercato britannico e raggiunse la posizione numero 39 in classifica; negli USA invece fu scelta come singolo Uncle Albert/Admiral Halsey che ebbe molto più successo, dando a McCartney il suo primo numero 1 dallo scioglimento dei Beatles.

- L'album raggiunse la prima posizione in classifica nel Regno Unito e la seconda posizione negli USA, dove rimase per più di cinque mesi nella Top 10 e diventò disco di platino.

## Tracce
Solo i brani non indicati, sono accreditati a Paul e Linda McCartney.

### Lato A
1. Too Many People – 4:10 (Paul McCartney)
2. 3 Legs – 2:48 (Paul McCartney)
3. Ram On – 2:28 (Paul McCartney)
4. Dear Boy – 2:13
5. Uncle Albert/Admiral Halsey – 4:55
6. Smile Away – 3:53 (Paul McCartney)

### Lato B
1. Heart of the Country – 2:22
2. Monkberry Moon Delight – 5:22
3. Eat at Home – 3:20
4. Long Haired Lady – 6:05
5. Ram On (reprise) – 0:55 (Paul McCartney)
6. The Back Seat of My Car – 4:28 (Paul McCartney)

### Tracce Bonus dell'edizione rimasterizzata del 1993
1. Another Day (Singolo, 19/2/1971) - 3:45
2. Oh Woman, Oh Why (Lato B di Another Day) - 4:41

### Ristampa 2012: The Paul McCartney Archive Collection
Nel 2012 l'album è stato nuovamente ristampato dalla Hear Music/Concord Music Group come parte della serie "Paul McCartney Archive Collection". Il disco è stato pubblicato in diversi formati:
- Standard Edition 1 CD; album originale a 12 tracce
- Standard Edition in digital download; album originale rimasterizzato
- Special Edition 2 CD; album originale sul primo disco, più 8 tracce bonus sul secondo disco[31]
- Deluxe Edition Box Set 4 CD/1 DVD; album originale, disco bonus track, album originale in mono, l'album Thrillington, un DVD che include il documentario Ramming con voce narrante di Paul McCartney e diretto da Ben Ib, i video musicali originali dei brani Heart of the Country e 3 Legs), un libro illustrato di 112 pagine con immagini del periodo, 5 cartoline, 8 facsimili dei fogli dei testi, e i link per il download digitale di tutto il materiale[32]
- Remastered vinyl Versione 2-LP in vinile della Special Edition e i link per il download del materiale
- Remastered mono vinyl Limited edition LP del mixaggio mono[33]

#### Tracce (Deluxe Edition Box Set)

##### Disc 1: The original album
- Il primo CD contiene le stesse canzoni del disco singolo

##### Disc 2: Bonus tracks
1. Another Day – 3:42
  - singolo pubblicato nel 1971
2. Oh Woman, Oh Why – 4:35
  - B-side del singolo di Another Day
3. Little Woman Love – 2:08
  - B-side del singolo Mary Had a Little Lamb
4. A Love for You (Jon Kelly Mix) – 4:08
  - previously unreleased
5. Hey Diddle (Dixon Van Winkle Mix) – 3:49
  - previously unreleased
6. Great Cock and Seagull Race (Dixon Van Winkle Mix) – 2:35
  - previously unreleased
7. Rode All Night – 8:44
  - previously unreleased
8. Sunshine Sometime (Earliest Mix) – 3:20
  - previously unreleased

##### Disc 3:Rammono
- Versione mono dell'album originale.

1. Too Many People – 4:14
2. 3 Legs – 2:52
3. Ram On – 2:34
4. Dear Boy – 2:19
5. Uncle Albert/Admiral Halsey – 4:59
6. Smile Away – 3:57
7. Heart of the Country – 2:28
8. Monkberry Moon Delight – 5:29
9. Eat at Home – 3:27
10. Long Haired Lady – 6:09
11. Ram On – 0:59
12. The Back Seat of My Car – 4:35

##### Disc 4:Thrillington
- L'album Thrillington:

1. Too Many People – 4:31
2. 3 Legs – 3:41
3. Ram On – 2:49
4. Dear Boy – 2:50
5. Uncle Albert/Admiral Halsey – 4:56
6. Smile Away – 4:39
7. Heart of the Country – 2:27
8. Monkberry Moon Delight – 4:36
9. Eat at Home – 3:28
10. Long Haired Lady – 5:44
11. The Back Seat of My Car – 4:51

##### Disc 5: DVD
1. Ramming – 11:15
  - Making of the album
2. Heart of the Country – 2:41
  - Promo video
3. 3 Legs – 3:03
  - Promo video
4. Hey Diddle – 2:48
  - previously unreleased
5. Eat at Home on Tour – 4:31

## Formazione
- Paul McCartney - voce, armonie vocali, basso, pianoforte, tastiere, chitarre in Heart of the Country, ukulele in Ram On, produzione
- Linda McCartney - armonie vocali, cori

- Denny Seiwell - batteria
- David Spinozza - chitarra
- Hugh McCracken - chitarra
- Marvin Stamm - flicorno soprano in Uncle Albert/Admiral Halsey
- New York Philharmonic in Uncle Albert/Admiral Halsey e The Back Seat of My Car
- Heather McCartney - cori in Monkberry Moon Delight

### Fonti
1. ↑  hitparadeitalia.it
2. ↑  (EN) Ram, su British Phonographic Industry. URL consultato il 14 gennaio 2022.
3. ↑  (EN) Ram – Gold/Platinum, su Music Canada. URL consultato il 7 luglio 2016.
4. ↑  (EN) Paul - Ram – Gold & Platinum, su Recording Industry Association of America. URL consultato il 7 luglio 2016.
5. ↑   Torna "RAM", il capolavoro di Paul e Linda McCartney - Universal Music Italia, su www.universalmusic.it, 21 novembre 2023. URL consultato il 27 dicembre 2023.
6. ↑   Paul and Linda McCartney. “Ram”, capolavoro incompreso o bizzarria?, su SENTIREASCOLTARE. URL consultato il 27 dicembre 2023.
7. 1 2 3   "RAM" di Paul e Linda McCartney in vinile per il suo 50 °, su Videomuzic. URL consultato il 27 dicembre 2023.
8. ↑  Luca Perasi, Paul McCartney: Recording Sessions (1969-2011), 2012. ISBN 978-88-910143-9-9.
9. ↑  Luca Perasi, I Beatles dopo i Beatles. Le carriere soliste di John Lennon, Paul McCartney, George Harrison e Ringo Starr (1970-1980), L.I.L.Y. Publishing, 2016, pp.279-288. ISBN 9788890912245
10. ↑  Luca Perasi, Paul McCartney: Recording Sessions (1969-2013). A Journey Through Paul McCartney's Songs After The Beatles, L.I.L.Y. Publishing, 2013.
11. ↑   Kevin Bronson, 11 L.A. artists honor Paul McCartney's 'Ram', su Pop & Hiss, Los Angeles Times, 18 marzo 2009. URL consultato il 6 settembre 2010.
12. ↑   Peter Brown, Gaines, Steven, The Love You Make: An Insider's Story of The Beatles, New York, Penguin Putnam, 2002,  p. https://archive.org/details/loveyoumakeinsid0000brow/page/351 351, ISBN 0-451-20735-1.
13. ↑  (EN) Too Many People, su the-paulmccartney-project.com. URL consultato il 1º maggio 2022.
14. ↑  Che in realtà sembra piuttosto che McCartney dica: «Piece of Cake!» ("pezzo di torta"), come più volte nel corso del brano.
15. ↑   Playboy Magazine, Playboy Interview With Paul and Linda McCartney, su music.indiana.edu, Playboy Press, 1984. URL consultato il 16 febbraio 2010 (archiviato dall'url originale il 10 novembre 2012).
16. ↑  Bill Harry, John Lennon - L'enciclopedia, Arcana Musica, Roma, 2002
17. ↑   Philip Norman, John Lennon: The Life, New York, HarperCollins, 2008,  p. 672, ISBN 978-0-06-075401-3.
18. ↑  Luca Perasi, Paul McCartney: Recording Sessions (1969-2011), 2012, p.25. ISBN 978-88-910143-9-9.
19. ↑   Stephen Thomas Erlewine, Ram – Paul McCartney / Linda McCartney, su AllMusic. URL consultato il 9 luglio 2012.
20. ↑   Raj Dayal, Paul McCartney: Ram, in American Songwriter, Nashville, 22 maggio 2012. URL consultato il 25 marzo 2013.
21. ↑   Jody Rosen, Paul McCartney: Ram, in Blender, New York. URL consultato il 3 ottobre 2018 (archiviato dall'url originale il 6 gennaio 2010).
22. ↑   Robert Christgau, Consumer Guide '70s: M, in Christgau's Record Guide: Rock Albums of the Seventies, Ticknor & Fields, 1981, ISBN 0-89919-026-X. URL consultato il 7 marzo 2019. Ospitato su robertchristgau.com.
23. ↑   Paul & Linda McCartney: Ram, in Mojo, n. 223, giugno 2012,  p. 100.
24. ↑   Gary Graff e Daniel (eds) Durchholz, MusicHound Rock: The Essential Album Guide, Farmington Hills, MI, Visible Ink Press, 1999,  p. 730, ISBN 1-57859-061-2.
25. ↑   Jayson Greene, Paul McCartney / Linda McCartney: Ram, in Pitchfork, 24 maggio 2012. URL consultato il 10 luglio 2012.
26. ↑   Paul & Linda McCartney: Ram, in Q, n. 311, giugno 2012,  p. 118.
27. ↑   Simon Vozick-Levinson, Ram: Deluxe Edition, in Rolling Stone, New York, 22 maggio 2012. URL consultato il 25 marzo 2013 (archiviato dall'url originale il 18 marzo 2013).
28. ↑   David Quantick, Paul McCartney – Ram [reissue], in Uncut, n. 181, London, giugno 2012,  p. 96. URL consultato il 25 marzo 2013 (archiviato dall'url originale il 5 aprile 2014).
29. ↑   Paul McCartney. Man on the run, in www.ondarock.it. URL consultato il 5 dicembre 2020.
30. 1 2 3 4 5 6  Russino, Guffanti, Oliva. Paul McCartney 1970-2003: Dischi e misteri dopo i Beatles, Editori Riuniti, 2003, pag. 33, ISBN 88-359-5445-2
31. ↑   Paul & Linda McCartney - Ram (CD, Album) at Discogs, su discogs.com, 29 maggio 2012. URL consultato il 3 giugno 2012.
32. ↑   Paul & Linda McCartney - Ram (CD, Album, Album, Album) at Discogs, su discogs.com, 22 maggio 2012. URL consultato il 3 giugno 2012.
33. ↑   Paul & Linda McCartney - Ram (Vinyl, LP, Album) at Discogs, su discogs.com, 29 maggio 2012. URL consultato il 3 giugno 2012.

### Annotazioni
1. ↑  Con i Wings.
2. ↑  Come « Percy "Thrills" Thrillington ».